# Alyssum granatense
La espiguilla de oro  (Alyssum granatense)  es una especie de planta herbácea perteneciente a la familia de las brasicáceas.

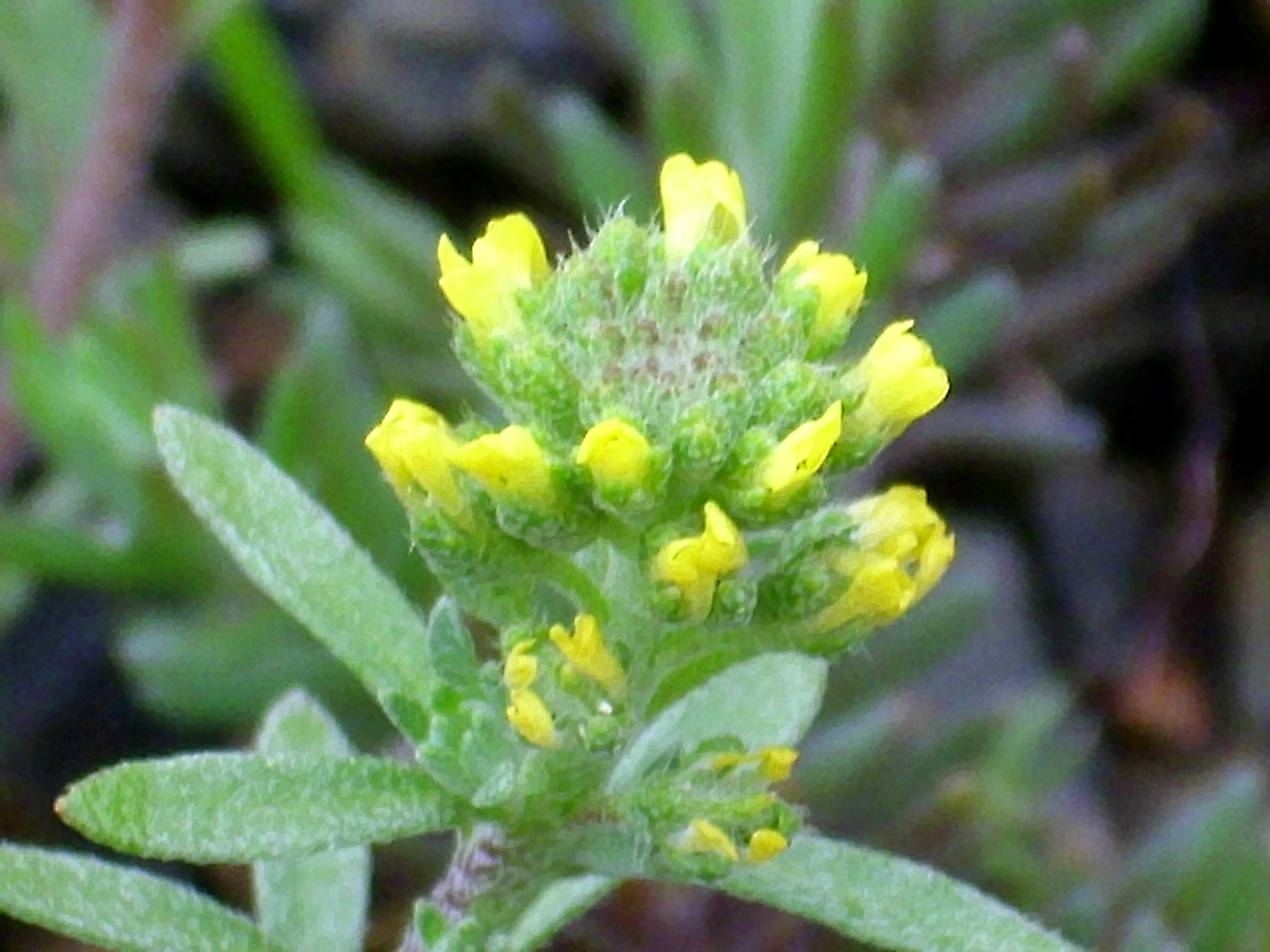
Flor cerrada

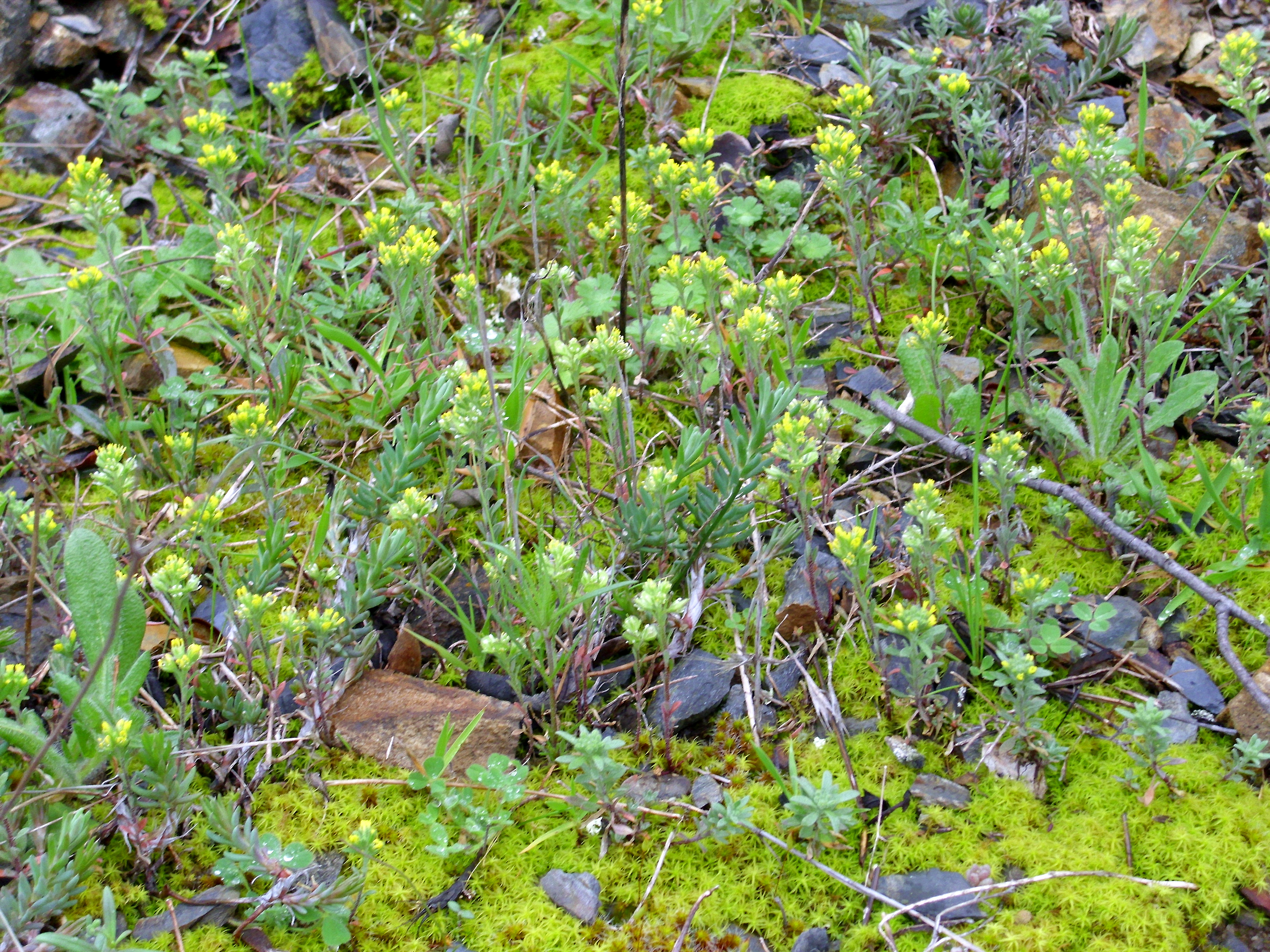
Hábitat

## Descripción
Pequeña planta, de 5-12 cm, pelosa, de color verde ceniciento. Hojas algo más largas que anchas y algo mayores las superiores que las inferiores. Flores primaverales, desde el final del invierno, en racimos que se van alargando a medida que las inferiores fructifican; con 4 pétalos muy pequeños de color amarillo claro.
Distribución y hábitat
En el centro y sur de la península ibérica. Crece sobre terrenos arenosos, barbechos, tomillares, encinares aclarados.

## Taxonomía
Alyssum granatense fue descrita por Boiss. & Reut. y publicado en Pugill. Pl. Afr. Bor. Hispan. 9 1852.
Etimología
Alyssum: nombre genérico que deriva del griego antiguo álysson; latínizado. alysson = nombre de diversas plantas que supuestamente curaban la rabia (gr. lýssa f.). En Dioscórides, una mata pequeña, un tanto áspera, de hojas redondas, entre las que se muestra el fruto, según unos la Fibigia clypeata (L.) Medik. (crucíferas), en otros la Asperula arvensis L. (rubiáceas) e incluso una Veronica sp. (escrofulariáceas). En Plinio el Viejo es una planta silvestre parecida a la rubia (Rubia tinctorum L., rubiáceas); según parece, la raspalengua (Rubia peregrina L.)
granatense: epíteto geográfico que alude a su localización en Granada.
Citología
Números cromosomáticos de Alyssum granatense  (Fam. Cruciferae) y táxones infraespecificos : 2n=48.
Sinonimia
- Alyssum algeriense
- Alyssum granatense var. granatense
- Alyssum granatense var. longipetalum
- Alyssum granatense var. luteolum
- Alyssum granatense var. minutulum
- Alyssum granatense var. sepalinum
- Alyssum granatense var. subminutulum
- Alyssum granatense var. weilleri
- Alyssum hieronymi
- Alyssum hispidum
- Alyssum luteolum
- Alyssum luteolum var. pomeli
- Alyssum luteolum var. pumilum
- Alyssum marizii
- Alyssum ptilotrichum
- Alyssum willkommii